# Tinavie
Tinavie (читается Тинави́) — российский музыкальный коллектив из Москвы, образованный в 2008 году. Он исполняет музыку в стиле инди-поп с текстами на английском языке.

## История
Группа была образована в конце 2008 года студенткой МПГУ, вокалисткой и автором песен Валентиной Манышевой и гитаристом Дмитрием Зильпертом. В течение последующих шести месяцев к ним присоединились остальные участники. Все музыканты Tinavie, за исключением Манышевой, участвовали в других музыкальных группах: у Зильперта был свой коллектив Zilpert, он также играл в составе NetSlov вместе с Дмитрием Фроловым, который также является барабанщиком «Мельницы»; клавишник Дмитрий Лосев и саксофонист Олег Маряхин сотрудничают в Safety Magic, а последний работает также в коллективе Инны Желанной (она же посоветовала Евгению Фёдорову взять Зильперта в состав Zorge).
В начале 2010 года Ирина Богушевская тепло отозвалась о музыке Tinavie в «Живом журнале», после чего возросла посещаемость их страницы. Песни для дебютного альбома Augenblick были написаны Тиной еще до образования коллектива; в течение двух дней музыканты записали большую часть материала вживую в большом актовом зале Института мясной промышленности и при сведении решили сохранить атмосферу концерта. Tinavie самостоятельно выпустили пластинку в апреле 2010 года, а в сентябре переиздали на лейбле Electronica. На сайте Lenta.ru он вошёл в список лучших альбомов первой половины 2010 года.
2 июля 2011 года Tinavie выступили на фестивале Stereoleto и начали работу над вторым альбомом, получившим название Hidden Places. Группа решила отойти от прежнего звучания и около шести месяцев записывалась в нескольких студиях, экспериментируя с различными стилями. Релиз Hidden Places состоялся 22 ноября 2011 года на сайте Kroogi. Пластинка была положительно оценена на OpenSpace.ru и на сайте журнала Fuzz, где также вошла в десятку лучших отечественных альбомов года. Издание Russia Beyond the Headlines включило Tinavie в число «11 российских групп, которые удивили критиков в 2011 году». В том же году к группе присоединился бас-гитарист Сергей Калачёв.
В конце 2012 года Tinavie представили рождественский сингл, названный просто «Christmas Song», а через два месяца состоялась премьера клипа на песню.
18 ноября на сайте журнала «Афиша» Tinavie презентовали свой третий студийный альбом под названием Kometa. Новый альбом был записан в разных студиях Москвы, Санкт-Петербурга и Парижа, а сведён, как и предыдущий альбом «Hidden Places», Андреем Алякринским в студии «Добролёт» (Санкт-Петербург). Альбом Kometa группа записала на деньги своих поклонников, собрав необходимую сумму с помощью краудфандинга.

## Состав
- Валентина Манышева (Тина) — вокал, фортепиано, скрипка
- Дмитрий Лосев — клавишные, электроника
- Дмитрий Зильперт — гитары
- Дмитрий Фролов — барабаны, перкуссия
- Олег Маряхин — саксофоны, электроника
- Сергей Калачёв — бас-гитара

## Дискография
- Augenblick (2010)
- Hidden Places (2011)
- Kometa (2013)
- Terrua (2018)

## Видеоклипы
- «Letter from the Space» (2010; реж. Максим Челак)[16]
- «Chance» (2011; реж. Дмитрий Гиенко)
- «Christmas Song» (2013; реж. Олег Таравков)

## Публикации
- Владимир Смирнов. Остановись, мгновенье, ты прекрасно! // fuzz-magazine.ru (05.05.2010)
- Tinavie «Augenblick» // KM.ru (08.07.2010)
- Интервью с группой Tinavie «Я знаю места» // Lenta.ru (30.11.2011)
- Наталья Югринова. Рецензия на альбом Hidden Places // OpenSpace.ru (08.12.2011)
- ДФ. Облачко спряталось // fuzz-magazine.ru (19.12.2011)
- Tinavie (недоступная ссылка) на Far from Moscow  (англ.)
- Выходит лучший альбом группы Tinavie: премьера песен на «Ленте.ру» // Lenta.ru (14.11.2013)